# Tribali
Tribali (grčki: Τρίβαλλοι, latinski: Triballi, bugarski: Трибал) su bili drevno tračko pleme koje je živjelo na obalama Dunava, kraj ušća rijeke Velike Morave, te na južnim područjima, na granici s Dardancima.